# پی‌ان‌اس سعد (اس۱۳۸)
پی‌ان‌اس سعد (اس۱۳۸) (به انگلیسی: PNS Saad (S138)) یک زیردریایی است. این زیردریایی در سال ۲۰۰۲ ساخته شد.